# Pasmo Krztowa
Pasmo Krztowa – pasmo górskie w południowo-wschodniej części Pogórza Przemyskiego. Najwyższym szczytem jest góra Krztów (533 m n.p.m.).

## Topografia
Pasmo ciągnie się w linii prostej od północnego zachodu do południowego wschodu. Zaczyna się od wąskiego przełomu Sanu w okolicach Niewistek, przebiega przez szczyty Hroszówka (496 m n.p.m.), Czerteż (511 m n.p.m.), Krztów. Następnie na północny wschód od Dobrej przechodzi łagodnie w Pasmo Wysokiego.

## Opis
Pasmo jest w znacznej części zalesione, włącznie z głównymi szczytami. Miejscami występują jednak również łąki i mokradła.